# Synagoga w Chociwlu
Synagoga w Chociwlu – chociwelska gmina żydowska nie posiadała tradycyjnego budynku synagogi. Posiadała tylko salę modlitewną mieszczącą się w kamienicy przy ulicy Stargardzkiej 18 (dzisiejsza H. Dąbrowskiego). Były to dwa sąsiadujące ze sobą pomieszczenia, położone na lewo od wejścia do kamienicy. Budynek nie dotrwał do dziś.